# Dánu
Danu je hinduistická bohyně, jedna z dcer Dakši, které jsou manželkami Kašjapy, a matka Dánavů. Je zmíněna také v rgvédském hymnu 1.32, který vypráví o tom, jak Indra porazil Vrtru. Je v něm označena za Vrtrovu matku a zabita je hned po svém synovi.
V Šatapatha bráhmaně je jmenován také Danáju, a to jako Vrtrův otec. V Mahábháratě je však Danáju stejně jako Danu dcerou Dakši, přičemž jejími syny, jež jsou „býky mezi asury“, jsou Vikšara, Vala, Víra a Vrtra.
Jméno Danu může vychýzet z praindoevropského kořene *dehanu, „řeka“, jež se ozývá například v jménech řek, jako je Dunaj, Don nebo Dněstr, a snad také ve jménech některých dalších bohyň: irské Danu a velšské Dôn, a ve jménech řeckých mytických postav: Danaos, Danaovny a Danaé. Je možné, že *dehanu specificky odkazoval na hypotetickou říční bohyni v praindoevropském náboženství.